# Outeiro (Outes)
Outeiro (llamada oficialmente San Cosme de Outeiro) es una parroquia española del municipio de Outes, en la provincia de La Coruña, Galicia.

## Entidades de población
Entidades de población que forman parte de la parroquia:
- A Barquiña
- A Canteiriña
- Albeida
- As Camposas
- Broña
- Gulfián
- Lagoa
- O Barreiro
- Rates
- Serantes
- Tavilo
- Vara

## Despoblado
- Tornil

## Demografía
| Gráfica de evolución demográfica de Outeiro entre 2000 y 2020 |
|                                                               |
| Datos según el nomenclátor publicado por el INE.              |